# Padang Bulan Selayang I
Padang Bulan Selayang I is een bestuurslaag in het regentschap Medan van de provincie Noord-Sumatra, Indonesië. Padang Bulan Selayang I telt 10.308 inwoners (volkstelling 2010).